# گوآکارا
گوآکارا (به پرتغالی: Guajará) یک منطقهٔ مسکونی در برزیل است که در آمازوناس (برزیل) واقع شده‌است. گوآکارا ۱۶٬۹۳۷ نفر جمعیت دارد.